# Fürstenbau (Bad Imnau)

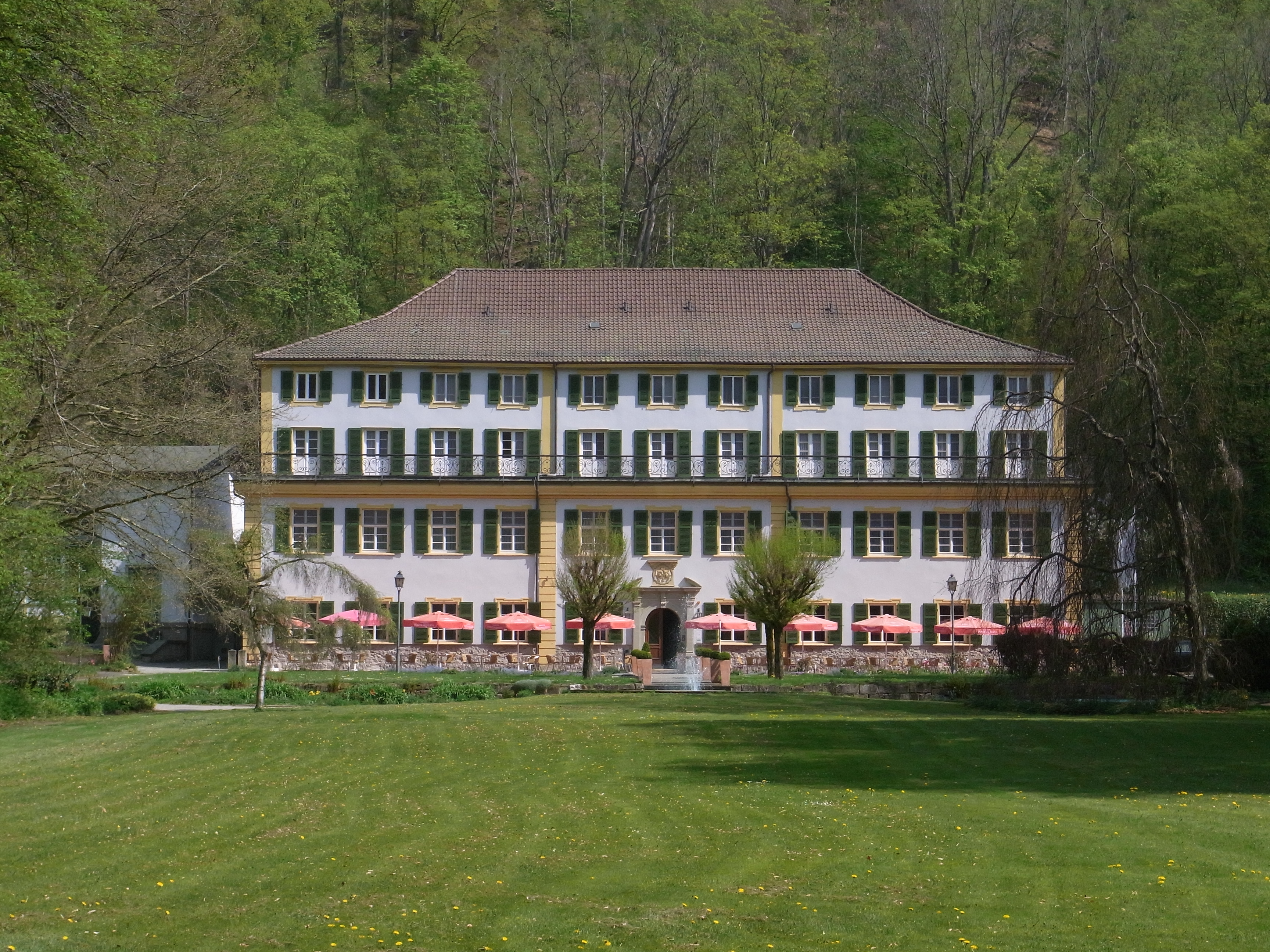
Fürstenbau in Bad Imnau

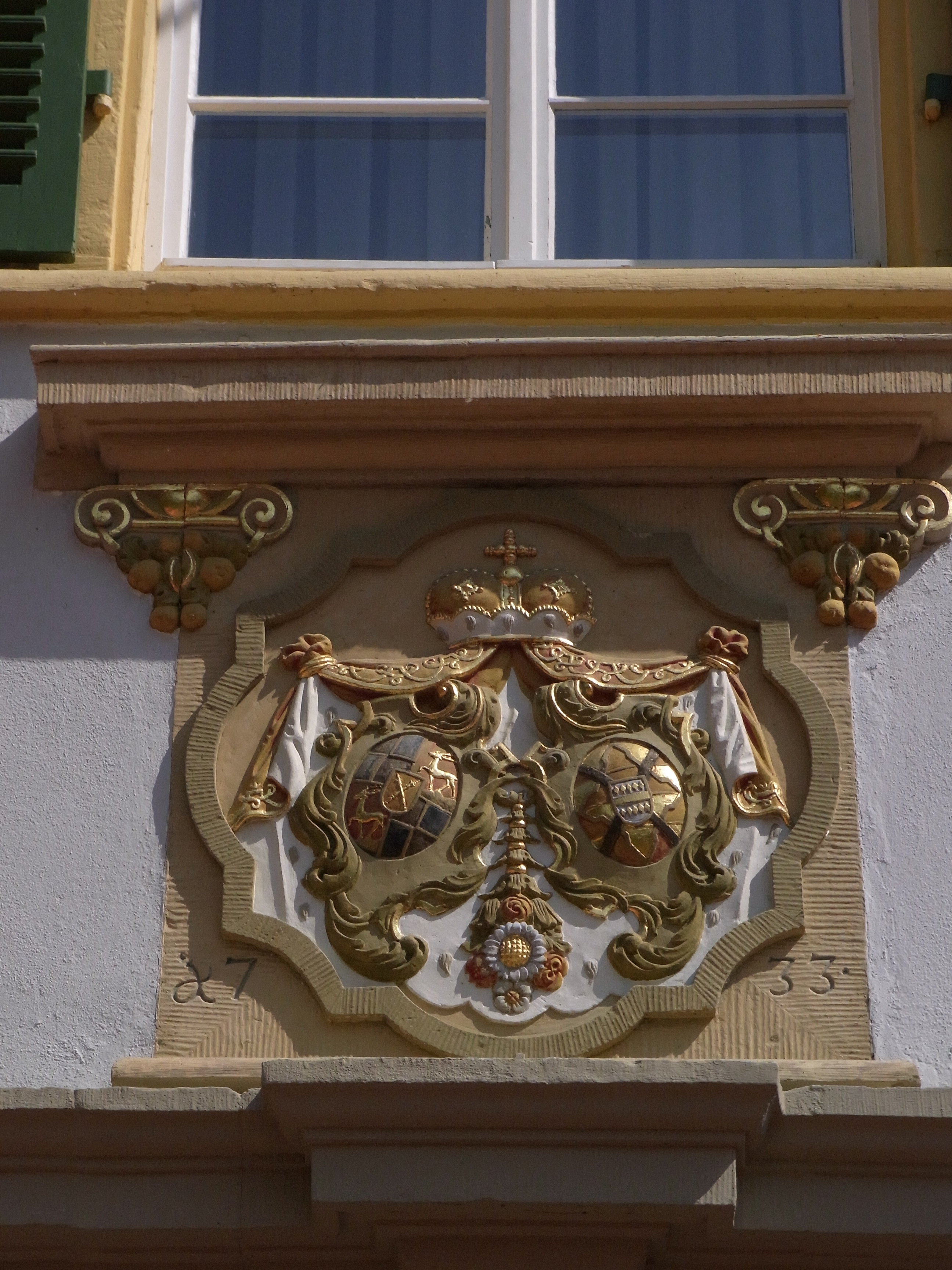
Fürstliches Allianzwappen mit der Jahreszahl 1733

Der Fürstenbau in Bad Imnau, einem Stadtteil von Haigerloch im Zollernalbkreis in Baden-Württemberg, wurde 1733 errichtet. Das Gebäude inmitten des Kurparks ist ein geschütztes Kulturdenkmal.
Im Jahr 1733 wurde die Fürstenquelle freigelegt, die nach Fürst Josef Friedrich von Hohenzollern-Sigmaringen benannt ist. Im gleichen Jahr ließ dieser den Fürstenbau errichten, der später um zwei Geschosse aufgestockt wurde. Über dem Portal ist das fürstliche Allianzwappen mit Jahreszahl 1733 angebracht.
Im Fürstenbau befindet sich heute das Hotel Fürstenhof.